# Metallyticus
Metallyticidae — родина богомолів, яка складається з єдиного роду Metallyticus. Невеликі богомоли яскравого металевого забарвлення. Поширені у Південно-Східній Азії. Зберігають примітивні ознаки, що споріднюють їх з тарганами.

## Опис
Невеликі (1,5-4 см) богомоли зі сплощеним тілом. Забарвлення яскраве: металічне зелено-синє, з райдужними відблисками. Передні стегна сильно розширені біля основи, з великим товстим шипом, виглядають трикутними.

## Спосіб життя
Біологія цих богомолів вивчена погано. Живуть на корі дерев або під корою. Швидко бігають, як таргани, притискаючи тіло до поверхні. Полюють на тарганів.

## Поширення
Види зустрічаються лише в Індомалайській області: Індія, Таїланд, Малайзія, Індонезія.

## Еволюція і різноманіття
Рід містить 5 видів:
- M. splendidus Westwood, 1835
- M. violaceus (Burmeister, 1838)
- M. semiaeneus Westwood, 1889
- M. fallax Giglio-Tos, 1917
- M. pallipes Giglio-Tos, 1917

За особливостями жилкування крил та будови тіла вважаються одними з найпримітивніших богомолів.